# Judith van Dorth
Johanna Magdalena Catharina Judith van Dorth, född 7 maj 1747, död 22 november 1799, känd som freule Van Dorth (Damen van Dorth) var en nederländsk orangist, avrättad för högförräderi.
Hon var dotter till adelsmannen Jan Adolf Hendrik Sigismund van Dorth, herre av ’t Velde and Holthuysen (1720–1798), och Jacoba Schimmelpenninck van der Oije (1711–1776). Hon blev 1759 medlem i det reformerta jungfrustiftet Freiweltliche Hochadelige Damenstift Gevelsberg: hon fortsatte att bo hemma, men det gav henne en egen inkomst. År 1767 spärrades hon in på en korrektionsanstalt av sina föräldrar och gjordes arvlös sedan hennes planer att rymma med sin älskare Engelbert Crookceus blev avslöjade. Hon kunde dock återvända hem efter sin mors död 1776. 1789 flyttade hon med sin bror Gerrit till godset Harreveld vid Lichtenvoorde; de gjorde skandal med sitt slöseri, sin brutala attityd mot traktens katolska bönder och rykten om incest. 
Van Dorths var orangister, men ignorerades i karriärväg på grund av sitt dåliga rykte. Efter revolutionen 1795 förlorade fadern och brodern sina ämbeten och inkomster och familjen gods belägrades bokstavligen av sina kreditorer. Brodern flydde till Tyskland. Judith arresterades men lyckades 1797 muta sig från fängelset och följa honom. År 1797 invaderades Nederländerna av en preussisk-brittisk armé med syfte att återinföra den gamla regimen och bestraffa antiorangisterna, de så kallade patrioterna. Exilorangister återvände från Tyskland, däribland Judith och Gerrit, som gjorde entré i Lichtenvoorde i en vagn prydd med orangistsymboler och höll ett tal där de lovade att återinföra huset Oraniens regim. I ett bråk på ett värdshus i Lichtenvoorde mördades en lokalt välkänd antiorangist, Frederik Resink. Judith hördes då berömma mordet och uppmana sin bror att samla ihop styrkor för att massakrera samtliga antiorangister. I september besegrades dock den preussisk-brittiska armén, kuppförsöket misslyckades, och orangisterna tvingades fly tillbaka till Tyskland, däribland Judiths bror. Judith blev dock arresterad och åtalad för att ha planerat mordet på Resink och uppmanat till upplopp och ställdes 5 oktober inför en fransk militärdomstol i Winterswijk. Hon dömdes till döden 21 november och avrättades dagen därpå genom arkebusering. 
Avrättningen användes av republikanerna som ett avskräckande exempel, men blev en del av motståndarsidans propagandamotiv, då de uppfattade henne som ett oskyldigt offer för ett justitiemord, och hon blev motiv för många politiska pamfletter. Hon är den enda kvinnan i Nederländernas historia som avrättats av en militärtribunal. 